# Zdeněk Zuska
Zdeněk Zuska (ur. 27 kwietnia 1931 w Użhorodzie, zm. 17 grudnia 1982 na autostradzie D1) – czechosłowacki prawnik i polityk komunistyczny, burmistrz Pragi w latach 1970–1981.

## Życiorys
Ukończył studia na Wydziale Prawa Uniwersytetu Karola, następnie przez kilka lat pracował jako prokurator w Ostrawie, później uzyskał także tytuł doktora nauk społecznych. 
Już w 1947 roku wstąpił do Komunistycznej Partii Czechosłowacji, następnie przez wiele lat pełnił różne funkcje w partii i jej organizacji młodzieżowej. Od 1969 roku oddelegowany do pracy w Pradze, w czerwcu 1970 roku został członkiem Komitetu Centralnego Komunistycznej Partii Czechosłowacji. 10 września 1970 roku został powołany na stanowisko burmistrza Pragi. W 1971 roku został członkiem Zgromadzenia Federalnego.
W 1981 zrezygnował z funkcji burmistrza na rzecz objęcia funkcji wicepremiera w czwartym rządzie Josefa Korčáka. 17 grudnia 1982 roku zginął w wypadku samochodowym na autostradzie D1.